# 44-й гвардейский миномётный полк реактивной артиллерии
44-й гвардейский миномётный полк (реактивной артиллерии или «РС») — воинское подразделение Вооружённых Сил СССР в Великой Отечественной войне.

## История
Полк сформирован в начале 1942 года. В состав полка вошли: 262 / 1, 263 / 2, 264 / 3 огминдн.
В составе действующей армии с 15.05.1942 по 25.05.1944 года и с 13.06.1944 по 09.05.1945 года.
С июня 1942 года дислоцируется в районе устье реки Терек — Гудермеса, в октябре 1942 года ведёт оборонительные бои на том же рубеже, в ноябре 1942 года принимает участие в Нальчинско-Орджоникидзевской оборонительной операции.
В течение 1943 года последовательно поддерживает наступающие войска в ходе Северо-Кавказской, Краснодарской и Новороссийско-Таманской наступательных операций. За разгром Таманской группировки противника, приказом ВГК от 9 октября 1943 года полку было присвоено наименование «Таманский».
В 1944 году участвует в Крымской операции.
По окончании операции выведен в резерв, в июне 1944 года отправлен на рубеж реки Свирь, где поддерживает огнём наступающие войска в ходе Свирско-Петрозаводской операции. По её окончании переброшен в Заполярье, где принял участие в Петсамо-Киркенесской операции.
По её окончании находился в Норвегии до конца войны.

## Полное наименование
44-й гвардейский миномётный Таманский Краснознамённый ордена Красной Звезды полк.

## Подчинение
| Дата            | Фронт (округ)           | Армия                 | Корпус | Дивизия | Примечания                      |
| --------------- | ----------------------- | --------------------- | ------ | ------- | ------------------------------- |
| 01.06.1942 года | Закавказский фронт      | -                     | -      | -       | -                               |
| 01.07.1942 года | Закавказский фронт      | -                     | -      | -       | -                               |
| 01.08.1942 года | Закавказский фронт      | -                     | -      | -       | -                               |
| 01.09.1942 года | Закавказский фронт      | 44-я армия            | -      | -       | в составе Северной группы войск |
| 01.10.1942 года | Закавказский фронт      | 44-я армия            | -      | -       | в составе Северной группы войск |
| 01.11.1942 года | Закавказский фронт      | 9-я армия             | -      | -       | в составе Северной группы войск |
| 01.12.1942 года | Закавказский фронт      | 9-я армия             | -      | -       | в составе Северной группы войск |
| 01.01.1943 года | Закавказский фронт      | Северная группа войск | -      | -       | в подчинении группы             |
| 01.02.1943 года | Северо-Кавказский фронт | -                     | -      | -       | -                               |
| 01.03.1943 года | Северо-Кавказский фронт | -                     | -      | -       | -                               |
| 01.04.1943 года | Северо-Кавказский фронт | -                     | -      | -       | -                               |
| 01.05.1943 года | Северо-Кавказский фронт | -                     | -      | -       | -                               |
| 01.06.1943 года | Северо-Кавказский фронт | -                     | -      | -       | -                               |
| 01.07.1943 года | Северо-Кавказский фронт | -                     | -      | -       | -                               |
| 01.08.1943 года | Северо-Кавказский фронт | -                     | -      | -       | -                               |
| 01.09.1943 года | Северо-Кавказский фронт | -                     | -      | -       | -                               |
| 01.10.1943 года | Северо-Кавказский фронт | -                     | -      | -       | -                               |
| 01.11.1943 года | Северо-Кавказский фронт | -                     | -      | -       | -                               |
| 01.12.1943 года | -                       | Приморская армия      | -      | -       | -                               |
| 01.01.1944 года | -                       | Приморская армия      | -      | -       | -                               |
| 01.02.1944 года | -                       | Приморская армия      | -      | -       | -                               |
| 01.03.1944 года | -                       | Приморская армия      | -      | -       | -                               |
| 01.04.1944 года | -                       | Приморская армия      | -      | -       | -                               |
| 01.05.1944 года | 4-й Украинский фронт    | -                     | -      | -       | -                               |
| 01.06.1944 года | Северо-Кавказский фронт | -                     | -      | -       | -                               |
| 01.07.1944 года | Карельский фронт        | -                     | -      | -       | -                               |
| 01.08.1944 года | Карельский фронт        | 7-я армия             | -      | -       | -                               |
| 01.09.1944 года | Карельский фронт        | -                     | -      | -       | -                               |
| 01.10.1944 года | Карельский фронт        | 14-я армия            | -      | -       | -                               |
| 01.11.1944 года | Карельский фронт        | 14-я армия            | -      | -       | -                               |
| 01.12.1944 года | -                       | 14-я отдельная армия  | -      | -       | -                               |
| 01.01.1945 года | -                       | 14-я отдельная армия  | -      | -       | -                               |
| 01.02.1945 года | -                       | 14-я отдельная армия  | -      | -       | -                               |
| 01.03.1945 года | -                       | 14-я отдельная армия  | -      | -       | -                               |
| 01.04.1945 года | -                       | 14-я отдельная армия  | -      | -       | -                               |
| 01.05.1945 года | -                       | 14-я отдельная армия  | -      | -       | -                               |

## Командиры
- гв. майор Сторожко Пётр Куприянович (с 3.1942 — 3.1943), гв. подполковник Захаров Дмитрий Прокофьевич (с 4.1943 — 12.1943)[2], гв. майор / подполковник Китовчев Алексей Михайлович (с 1.1944 — 1946), врид гв. майор Ермольчик Дмитрий Иванович (с 10.1944 — 2.1945);
- зам.ком.полка по с/ч капитан / майор Батагов Султанбек Казбекович (с 25.06.1943, с 10.1944 — ком-р 64 ГМП);
- нач.штаба: майор Максимов Василий Алексеевич (до 6.12.1942, в 1943 — замком 17 ГМБр), майор Кашкин Леонид Петрович (до 7.1943, затем НШ 1 ГМБр), врио капитан Порембский М. А. (с 7 — 3.10.1943, с 7.1944 — ком-р 262 д-на), майор Павленко Иван Кондратьевич (с 3.10.1943, затем нач опер. отд. штаба ОГ ГМЧ 2-го БелФ), майор Ермольчик Дмитрий Иванович (с 17.10.1943, быв. ком-р 3-го оггмд, с 10.1944 по 1.1945 — ком-р полка), капитан Кустов Василий Михайлович (с 10.1944 по 1.1945, затем ком-р 3-го д-на), майор Бобров Александр Иванович (1945);  пнш майор Подмазов Александр Трофимович (1943);  военком — ст. бат. комиссар Першин (1942), замполит подполковник / полковник Иванов Иван Кириллович (1944);

Командиры дивизионов: 
- 262 / 1 — капитан Коваленко (с 1942), капитан Цепур Иван Иосифович (с 5 по 7.1944 и с 1945), капитан Порембский Михаил Антонович (с 7.1944);
- 263 / 2 — ст. л-т Рожок Григорий Фёдорович (с 1942, затем ком-р 462 гмд 322 ГМП), капитан Батагов Султанбек Казбекович (1942, в 1943 — замком полка), майор Бобров Александр Иванович (с 1944, в 1945 — НШ полка); нш ст. л-т / капитан Подмазов Александр Трофимович (1944);
- 264 / 3 — капитан / майор Гнатишин Иван Дмитриевич (с 1943, погиб 12.07.1944), капитан Цепур Иван Иосифович (1944. с 5.1944 — ком-р 1-го д-на), капитан Кустов Василий Михайлович (1945);

## Награды и наименования
| Награда (наименование)            | Дата               | За что получена |
| --------------------------------- | ------------------ | --- |
| Почётное звание Гвардейский       | 20 марта 1942 года | при формировании |
| Почётное наименование «Таманский» | 09.10.1943         | за бои по освобождению Таманского полуострова |
| Орден Красного Знамени            | 1944               | |
| Орден Красной Звезды              | 14.11.1944         | за образцовое выполнение заданий командования в боях с немецкими захватчиками, за овладение городом Киркенес и проявленные при этом доблесть и мужество |